# 上内間木
上内間木（かみうちまぎ）は、埼玉県朝霞市の大字。旧新座郡上内間木村。郵便番号は351-0001。

## 地理
朝霞市の東北部に位置し、北部を志木市下宗岡及び宗岡、荒川左岸の飛地に接した東部をさいたま市桜区大字下大久保・田島・南区堤外、荒川を跨いだ東南部を戸田市大字曲本・重瀬、南部を下内間木、新河岸川を跨いだ西部を田島、浜崎・宮戸と接している。西辺は新河岸川の旧流路に合わせて境界が設定されているため、それぞれ新河岸川の左岸に張り出し、地内と川を渡らずに移動できる飛地が存在する。また、新河岸川の対岸、田島とは地内西端の新盛橋で接続している。
北部から新河岸川右岸に向かう際には、宮戸飛地から新宮戸橋または志木市下宗岡から宮戸橋から渡る方法が使われている。荒川の左岸との間にはJR武蔵野線の鉄橋・荒川橋梁（1,293メートル、武蔵野線開業当時は日本第2位の長さだった。）が存在しているが、人や自動車が渡ることのできる橋梁は存在しない。荒川左岸に向かう場合は北に回り志木市宗岡の秋ヶ瀬橋を利用する。
地形は東を荒川、西を新河岸川に挟まれた低湿地であり、水害防止のために作られた竹林の残る水田地帯だったが、1970年代以降は工場が進出している。地区南部を中心に中小の機械部品工場などの工場が集積し工業団地の様相を呈している。また物流倉庫、残土置場、中間処分場、最終処分場が散見される。また荒川沿いの河川敷は朝霞パブリックゴルフ場のコース北半分になっており、クラブハウスも地内にある。埼玉県道79号朝霞蕨線（旧称県道田島膝折線）が南北に貫いている。
最寄駅は東武東上線朝霞台駅（JR武蔵野線北朝霞駅）になるが、約2km離れている。また国際興業バス朝50系統、朝霞市内循環バス内間木線が通っており、これを利用して朝霞台駅（北朝霞駅）または朝霞駅に到達できる。地内には内間木公園（内間木・旧「湯〜ぐうじょう」）・丸沼・上内間木・上内間木三在・新盛橋の5つのバス停留所が存在する。

### 地名の由来
内間木の名は『江戸名所図会』によれば武蔵五牧のひとつ立野の一部を占めることから内牧の転訛で、河川以内の牧野を示す説の他、特定の一族内部の牧とする説もある。頭につけられた「上」は、下内間木に比べて河川の上流にあることを示す。

### 河川
- 荒川 - 東辺を南流している一級河川。
- 新河岸川 - 西辺を南流する一級河川。かつては水運に利用された。
- 鴨川 - 荒川左岸の飛地で荒川に合流する一級河川。
  - 鴨川放水路 - 上記鴨川の分流。上流のさいたま市桜区下大久保で分かれ、荒川左岸の飛地で再合流する。

### 地価
住宅地の地価は2013年（平成25年）7月1日の埼玉県の地価調査によれば上内間木字中通117番1外の地点で6万8600円/m2となっている。

## 歴史

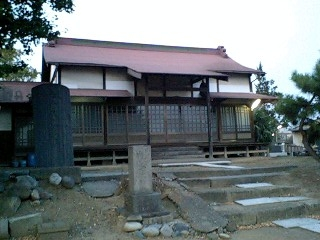
阿弥陀堂

1591年（天正19年）5月17日、前年に小田原城を落城させ、関東に国替えを行った徳川家康から加藤源四郎正勝が内間木村の他入間郡池辺村・大仙波村併せて300石の土地を賜ったとされている。この時期は原野だったが、元禄年間までに下内間木村の村民が入殖し、化政期までには下内間木村と別の名主を立てていた。上内間木村が下内間木村から分立したのは1707年（宝永4年）といわれている。
元々新河岸川と荒川（旧入間川）に挟まれ、たびたび水害を受ける場所だったが、1629年（寛永6年）に旧入間川が荒川の本流になって後、水害の常襲地域となった。農民は土地の高いところに僅かに畑を作り、他は専ら原野での草茅の採集を産業としていた。家一軒ごとに舟を備え、洪水の際には台地に逃げるようにしていたといわれる。
東西を川に阻まれ、さらに原野の隔てがあったため近隣の村との交わりも疎く、貧しく質素な暮らしぶりだった。外来者がほとんど無い上に貧しい村だったため、家々は戸を閉ざすことが無かったと言われる。元禄年間に開発されて以降天領とだったが、さらに後化政期には代官・川崎平右衛門の支配となっている。『新編武蔵風土記稿』では家数60軒。
明治時代に入って上内間木村は1872年（明治5年）の大区小区制では第二大区第六小区、翌1873年（明治6年）の熊谷県設置以降は南第二大区第六小区に配置された。1876年（明治9年）の人口は312人。この当時の戸長は野島利八、副戸長は野島広輔。
1878年（明治11年）の郡区町村編制法において大区小区制は廃止されたが、1884年（明治17年）の連合戸長制の実施により、上内間木村は浜崎村・宮戸村・田島村・下内間木村・台村・岡村・根岸村と連合して浜崎村連合戸長役場を置いた。
1889年（明治22年）4月1日の町村制施行の際、上内間木村は下内間木村・浜崎村・宮戸村・田島村と合併して新座郡内間木村となり、上内間木は新座郡内間木村の大字となった。
翌1890年（明治23年）の第一回帝国議会において「郡分合ニ関スル法案」が提出され、これを受けて埼玉県知事小松原英太郎が内務省に対し「新座郡を北足立郡に統合することは全く問題ない」と上申したことが発端となり、内間木村を含む2町7ヶ村から北足立郡への統合を撤回するとともに、東京府北豊島郡への統合を求める請願運動が起きた。しかし、1896年（明治29年）3月29日には榑橋村及び新倉村の一部を除いて北足立郡への統合が行われ、上内間木は北足立郡内間木村の大字となった。
1910年（明治43年）8月11日の荒川大洪水では、家々は軒先まで水に浸かり、人畜・家屋・田畑に甚大な損害を受けた。これを受けて荒川は大規模な改修工事が行われ、流路の変更が行われた。その結果、1923年（大正13年）工事は完成したが、地内の東側の一部がは荒川左岸に分断された。
1944年（昭和19年）2月11日の戦時町村合併促進法により、内間木村は志木町および入間郡宗岡村・水谷村と合併して志紀町となり、志紀町大字上内間木となった。この戦時合併は1948年（昭和23年）4月1日に解体され、元の内間木村上内間木に戻った。
1955年（昭和30年）4月1日、内間木村は朝霞町と合併し、北足立郡朝霞町大字上内間木となった。
1967年（昭和42年）3月15日、市制施行により朝霞市大字上内間木となった。

### 沿革
- 1591年（天正19年）5月17日 - 加藤源四郎正勝が、内間木・池辺・大仙波の所領300石を賜る。
- 1690年頃以降 - 下内間木の村民によって開発され、天領となる。
- 1707年（宝永4年） - 上内間木村が下内間木村から分立する。
- 1871年（明治4年）12月25日 - 廃藩置県により、入間県に所属、入間県新座郡上内間木村となる。
- 1872年（明治5年）10月10日 - 大区小区制の施行により第二大区第六小区に属する。
- 1873年（明治6年）6月15日 - 入間県が群馬県と合併し、熊谷県となる。大区小区は南第二大区第六小区に属する。
- 1876年（明治9年）8月21日 - 第2次府県統合により、埼玉県の管轄となる。
- 1884年（明治17年） - 連合戸長制の実施により、浜崎村・宮戸村・田島村・上内間木村・台村・岡村・根岸村と連合して浜崎村連合戸長役場を設置する。
- 1889年（明治22年）4月1日 - 町村制の施行により、上内間木村は浜崎村・宮戸村・田島村・下内間木村と合併し新座郡内間木村となり、新座郡内間木村大字上内間木となる。
- 1896年（明治29年）3月29日 - 新座郡が北足立郡に統合され、北足立郡内間木村大字上内間木となる。
- 1944年（昭和19年）2月11日 - 戦時町村合併促進法により内間木村が志木町、宗岡村、水谷村と合併し、志紀町となり、北足立郡志紀町大字上内間木となる。
- 1948年（昭和23年）4月1日 - 合併が解消され内間木村は再置、北足立郡内間木村大字上内間木となる。
- 1955年（昭和30年）4月1日 - 内間木村が朝霞町と合併、北足立郡朝霞町大字上内間木となる。
- 1967年（昭和42年）3月15日 - 市制施行により朝霞市大字上内間木となる。
- 1973年（昭和48年）4月1日 - 1964年から工事が行われていた国鉄武蔵野線が開業する。

### 史跡

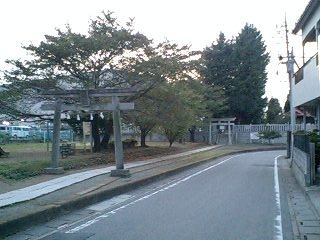
内間木神社

- 内間木神社 - 旧称重殿権現社[16]。創立年代は不詳[16][9]。1868年（明治元年）に内間木神社と名を改める[16]。
- 阿弥陀堂 - 院号は安養院[8][9][17]。宝幢寺（志木市柏町）に属し[17]、本尊は阿弥陀如来。敷地内の本堂再建記念碑によれば、享保年間の建立とされている。境内には室町時代の宝塔・宝篋印塔の一部や1655年（承応4年）に女人衆によって建立された地蔵菩薩石像などがある。また明治時代には内間木小学校が境内に置かれていた。1898年（明治31年）に制定された『北足立八十八ヶ所弘法大師霊場』では85番とされる[17]。阿弥陀如来坐像（木造）・誕生釈迦仏立像（銅造）が収められている[18]。

## 世帯数と人口
2017年（平成29年）10月1日現在の世帯数と人口は以下の通りである。
| 大字     | 世帯数  | 人口    |
| -------- | ------- | ------- |
| 上内間木 | 561世帯 | 1,199人 |

## 小・中学校の学区
市立小・中学校に通う場合、学区は以下の通りとなる。
| 番地 | 小学校                 | 中学校                 |
| ---- | ---------------------- | ---------------------- |
| 全域 | 朝霞市立朝霞第三小学校 | 朝霞市立朝霞第五中学校 |

## 交通

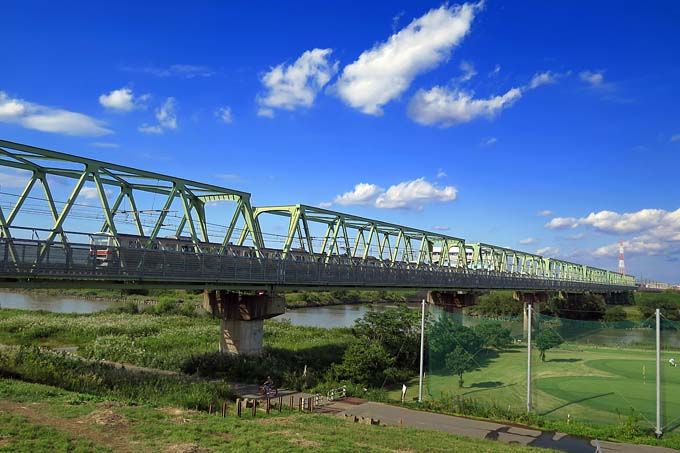
荒川橋梁

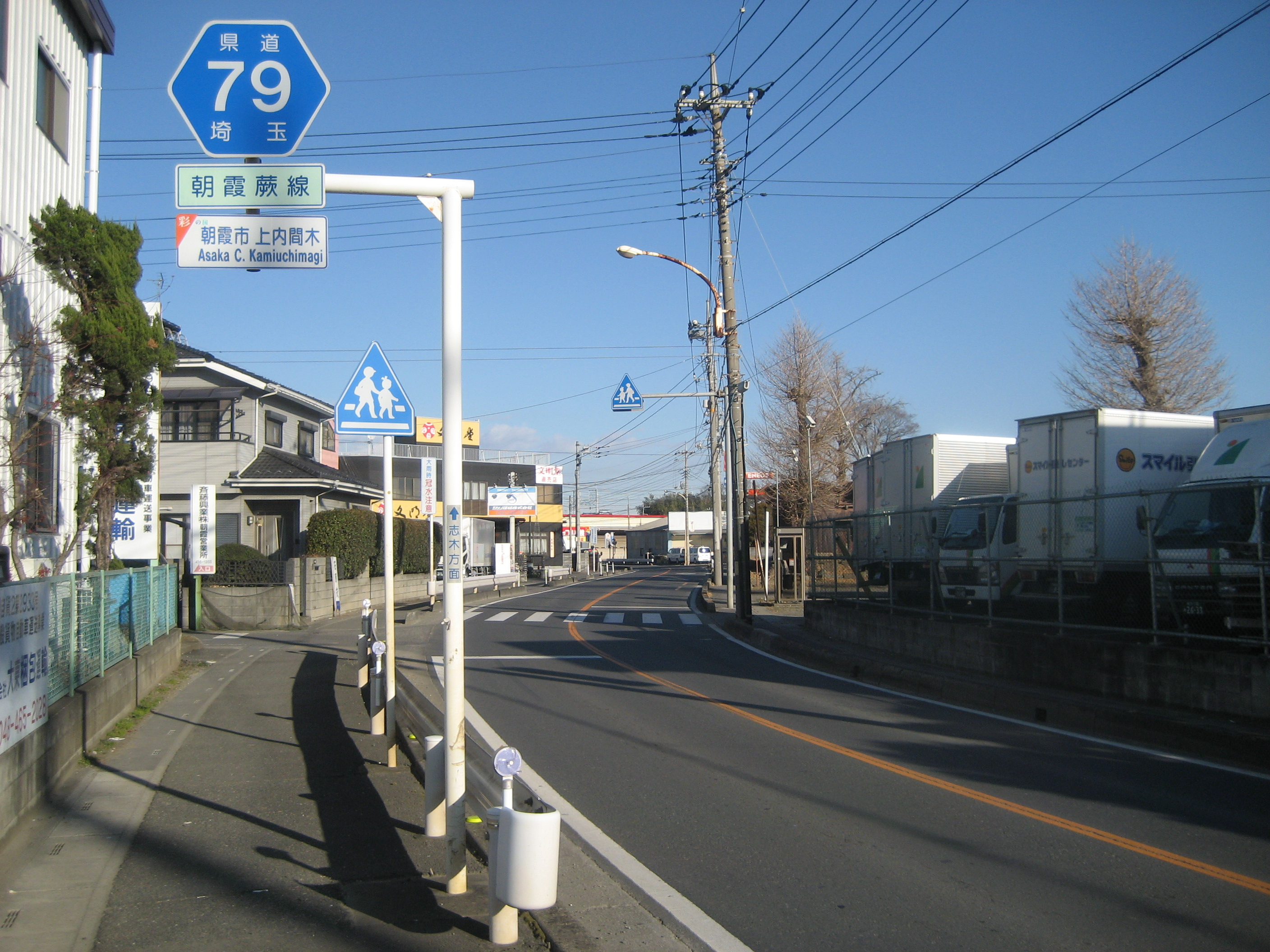
朝霞蕨線

### 鉄道
- JR武蔵野線　-　地内を東西に横断しており、荒川橋梁で荒川を跨いでいる。

現在地内に鉄道駅は存在しない。一部には北朝霞駅 - 西浦和駅間に新駅「東朝霞駅（仮称）」の設置を推進する動きがあるが、設置に際しての費用負担や駅利用者数の確保について見通しが立っていない等の問題を抱え、2013年（平成25年）12月現在、具体的な進捗は見られない。

### バス
国際興業バス
- 朝50系統・朝霞駅東口〜内間木
  - 地内には内間木・丸沼・上内間木三在・新盛橋の停留所が存在する。

朝霞市内循環バス
- 内間木線・内間木公園 - 丸沼 - 上内間木三在 - 上内間木 - 新盛橋 - 花の木 - TMGあさか医療センター - 北朝霞駅 
  - 地内には内間木公園・丸沼・上内間木三在・上内間木・新盛橋の停留所が存在する。
  - 内間木公民館前停留所は田島2丁目にあり、当地内には無い。

### 道路
- 埼玉県道79号朝霞蕨線 - 地内を南北に貫いている。旧称県道田島膝折線。
- 和光富士見バイパス

## 施設

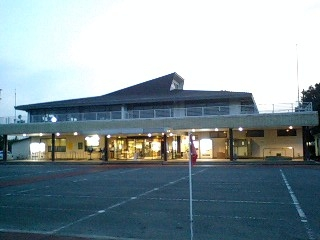
朝霞パブリックゴルフ場クラブハウス

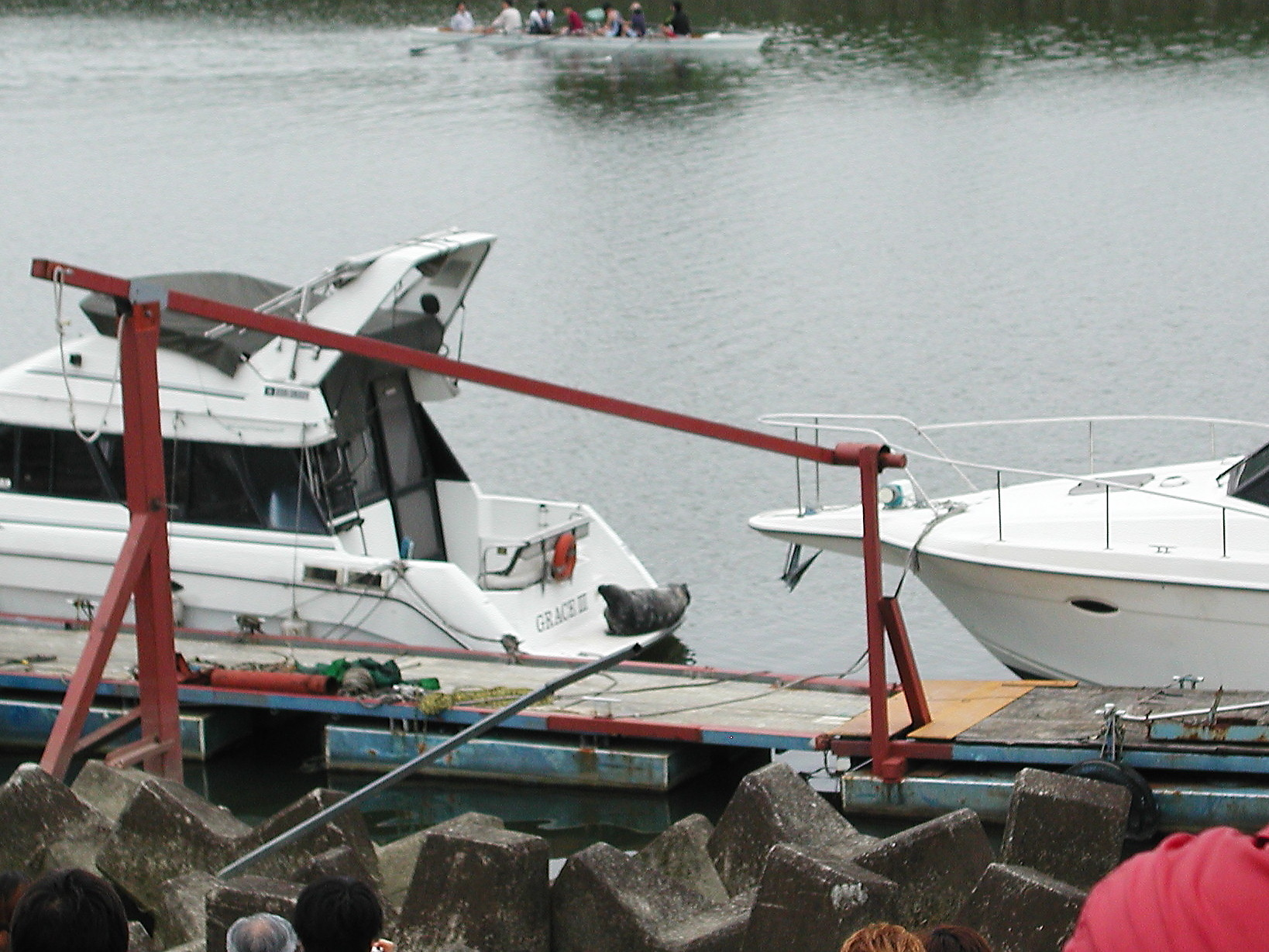
秋ヶ瀬マリーナに現れたタマちゃん

- 朝霞パブリックゴルフ場 - コースの南半分は下内間木にあたる。
- 内間木公園 - 中央部は浜崎地内。
- 上野荒川運動公園 - 荒川右岸に設置。グラウンドと野球場がある。
- 上内間木町内会館
- さくらそう水門 - 荒川左岸の飛地に存在する。
- 丸沼芸術の森 - 美術館
- 特別養護老人ホーム 内間木苑
- 秋ヶ瀬マリーナ - 荒川右岸に設置[21]。タマちゃんが出現して話題となった。

かつてあった施設
- 朝霞市憩いの湯（湯〜ぐうじょう） - 1997年竣工の市営温浴施設。2005年に漏水が判明し2006年から閉鎖中[22]。施設としては閉鎖中だが、正面ロータリーがバス停留所・折返場として利用されている。

## 環境
地内には複数の中間処分場・最終処分場・建設残土置場がみられ、工場群もみられる。平成21年11月30日付の環境省告示「地下水の水質汚濁に係る環境基準について」の一部改正により、新たに地下水の水質環境基準項目に加えられた項目である1,4-ジオキサン及び塩化ビニルモノマーの測定値が2010年（平成22年）8月の地下水モニタリング調査で観測井戸12箇所中のそれぞれ2箇所・1箇所で地下水の環境基準値を超えたと発表された。環境基準を超えた観測井戸の下流側に位置する観測井戸及び新河岸川の水質測定結果では、「不検出」又は「検出下限値（環境基準の1/10）」だったため、周辺地下水や新河岸川への影響はないと考えられると報告されている。